# Bell Helicopter
Bell Helicopter — американський виробник літальних апаратів (вертольотів та ін.), який входить у конгломерат Textron. Штаб-квартира компанії знаходиться в Форт-Ворт, Техас. Військове виробництво в Техасі, цивільне — у канадському місті Мірабель. Фірма обслуговує операторів, які експлуатують вертольоти Bell, у 120 країнах світу.
Bell Helicopter тісно співпрацює з AgustaWestland (спільно з Agusta розроблені, наприклад, Bell 47 і Bell 206, субліцензійний Agusta і Westland Bell 47).

## Історія
Компанія була заснована 10 січня 1935 році за найменуванням Bell Aircraft Corporation.
Спочатку підприємство займалося розробкою і випуском літаків-винищувачів. Найбільш відомими машинами компанії, випущеними в період Другої світової війни, стали вдалі винищувачі P-39 Airacobra і P-63 Kingcobra, а також (у кінці війни) — перший американський реактивний літак P-59 Airacomet.
Одночасно з розробкою літаків-винищувачів з початку 1940-х років фірма починає розвивати вертолітну тематику. Початок комерційного успіху у виробництві вертольотів пов'язаний із приходом у фірму талановитого конструктора Артура Янга (англ. Arthur M. Young). Під його керівництвом був створений перший вертоліт компанії — модель Bell 30 (перший політ 29 грудня 1942 роки); згодом на його основі був розроблений виключно вдалий (як у технічному, так і в комерційному сенсі) вертоліт Bell 47.
У 1960 році підприємство Bell Aerospace було придбано фірмою Textron. Вертолітний підрозділ Bell Aerospace (Bell Aircraft Corporation) було перейменовано в Bell Helicopter Company. У 1976 році компанія стала називатися Bell Helicopter Textron, ставши частиною конгломерату Textron.
Найбільш відомою продукцією підприємства є вертоліт Bell UH-1 Iroquois.